# Димитър Георгиев (бригаден генерал)
Димитър Янков Георгиев е български офицер, бригаден генерал.

## Биография
Роден е на 11 септември 1974 г. в град Раднево. През 1997 г. завършва Висшето военновъздушно училище „Георги Бенковски“ със специалност щурман УВД за ВВС. През септември 1997 г. е назначен за щурман-насочвач в командния пункт на 22-ра авиобаза в Безмер. Остава на тази позиция до август 2003 г. В периода септември 2003-юни 2006 г. е ръководител на полети в Летищния център за ОВД в същата авиобаза. От юли 2006 до март 2007 е началник на сектор „Бойно управление“ пак там. През 2007 г. (април-юни) завършва езиков курс във Военновъздушна база Леклънд, Тексас. Между юли 2007 и юни 2008 г. завършва магистратура в Командно-щабния колеж на ВВС на САЩ. След като се завръща през юли 2008 г. е назначен за началник на Летищен център за ОВД в Базата за предно разполагане Безмер. От май 2010 до декември 2011 г. е заместник-началник на сектор „Военно ръководство на въздушното движение“ в Командването на Военновъздушните сили. От януари до юли 2012 г. е началник на сектора.
В периода август 2012 – август 2015 г. е координатор по въпросите на ВВС в Националното военно представителство във Върховното обединено командване на съюзните сили в Европа, Монс, Белгия. Между септември 2015 и май 2016 г. е главен експерт в сектор „Авиация“, отдел „Операции“, Командване на ВВС. След това учи във Военно-въздушния колеж на ВВС на САЩ, който завършва през май 2017 г. През юни същата година е назначен за началник на сектор „Тактическа оценка и регламентиращи документи“, отдел „Подготовка“, Командване на ВВС до октомври 2017 г. Между ноември 2017 и септември 2021 г. е Началник на отдел „Планиране, развитие и бюджетиране на ВВС“, Командване на ВВС. От октомври 2021 г. до 14 февруари 2024 г. е началник-щаб на Военновъздушните сили на България. С указ № 236 от 19 декември 2023 г. е назначен за заместник-началник на Военновъздушните сили и удостоен със звание „бригаден генерал“, считано от 14 февруари 2024 г.

## Образование
- ВВВУ „Георги Бенковски“, Долна Митрополия (до 1997)
- Командно-щабен колеж на ВВС на САЩ, Военновъздушна база Максуел, Алабама, Магистър по оперативно изкуство и наука, (юли 2007 – юни 2008)
- Военно-въздушен колеж на ВВС на САЩ, Военновъздушна база Максуел, Алабама, Магистър по стратегически науки, (юни 2016 – май 2017)

## Военни звания
- Лейтенант (1997)
- Старши лейтенант (2000)
- Капитан (2003)
- Майор (2006)
- Подполковник (2010)
- Полковник (31 май 2017)
- Бригаден генерал (14 февруари 2024)